# Placydia
Placydia – młodsza córka cesarza rzymskiego Walentyniana III, żona cesarza Olibriusza, matka Juliany Anicji. Jej starszą siostrą była Eudokia, żona Palladiusza, syna cesarza Petroniusza Maksymusa a także Huneryka, syna Genzeryka.
Po zdobyciu Rzymu w roku 455 przez Genzeryka, razem z matką Licynią Eudoksją i siostrą Eudokią, została przewieziona do Kartaginy. Po uwolnieniu około 461 roku, udała się do Konstantynopola, gdzie mieszkała do śmierci.

## Wywód przodków
| 4. Konstancjusz III    |  |                     |  |  |             |
|                        |  | 2. Walentynian III  |  |  |             |
| 5. Elia Galla Placydia |  |                     |  |  |             |
|                        |  |                     |  |  | 1. Placydia |
| 6. Teodozjusz II       |  |                     |  |  |             |
|                        |  | 3. Licynia Eudoksja |  |  |             |
| 7. Atena Eudokia       |  |                     |  |  |             |
|                        |  |                     |  |  |             |